# NGC 4703
NGC 4703 est une vaste galaxie spirale vue par la tranche et située dans la constellation de la Vierge. Sa vitesse par rapport au fond diffus cosmologique est de 4 798 ± 26 km/s, ce qui correspond à une distance de Hubble de 70,8 ± 5,0 Mpc (∼231 millions d'al). NGC 4703 a été découverte par l'astronome germano-britannique William Herschel en 1786.
La classe de luminosité de NGC 4703 est II et elle présente une large raie HI.
À ce jour, SEPT mesures non basées sur le décalage vers le rouge (redshift) donnent une distance de 55,286 ± 10,014 Mpc (∼180 millions d'al), ce qui est tout juste à l'EXtérieur des valeurs de la distance de Hubble. Notons cependant que c'est avec la valeur moyenne des mesures indépendantes, lorsqu'elles existent, que la base de données NASA/IPAC calcule le diamètre d'une galaxie et qu'en conséquence le diamètre de NGC 4703 pourrait être d'environ 62,2 kpc (∼203 000 al) si on utilisait la distance de Hubble pour le calculer.